# Рейнвальд Густав Оттович
Густав Оттович Рейнвальд (1886, місто Ревель, тепер Таллінн, Естонія — розстріляний 20 грудня 1937, місто Ленінград, тепер Санкт-Петербург, Російська Федерація) — радянський діяч. Член Центральної контрольної комісії ВКП(б) у 1924—1930 роках. Член ЦВК СРСР.

## Життєпис
Працював робітником-ливарником у Санкт-Петербурзі.
Брав активну участь у революційному русі. Член РСДРП з 1908 року.
Під час Першої світової війни — військовий моряк. 
З 1918 року — в Червоній армії, учасник громадянської війни в Росії. Командував загоном нарвських робітників.
На 1920-ті роки — майстер, заступник директора заводу «Красная заря» міста Ленінграда. Член районної контрольної комісії.
На 1937 рік — пенсіонер у місті Ленінграді.
27 жовтня 1937 року заарештований органами НКВС міста Ленінграда. 15 грудня 1937 року Комісією НКВС та Прокуратури СРСР засуджений за статтею 58-1а Кримінального кодексу РРФСР до страти. Розстріляний 20 грудня 1937 року в Ленінграді.
Посмертно реабілітований.